# Miljkovac (Doboj)
Pour les articles homonymes, voir Miljkovac.
Miljkovac (en serbe cyrillique : Миљковац) est un village de Bosnie-Herzégovine. Il est situé sur le territoire de la ville de Doboj et dans la république serbe de Bosnie. Selon les premiers résultats du recensement bosnien de 2013, il compte 964 habitants.

## Géographie
Le village est situé à l'ouest de Doboj.

## Démographie

### Évolution historique de la population dans la localité
| 1948 | 1953 | 1961 | 1971  | 1981  | 1991  | 2013 |
| ---- | ---- | ---- | ----- | ----- | ----- | ---- |
| -    | -    | 838  | 1 052 | 1 358 | 1 430 | 964  |

|  |

### Communauté locale
En 1991, la communauté locale de Miljkovac comptait 2 300 habitants, répartis de la manière suivante :